# Gesetze zur Homosexualität

Status von gleichgeschlechtlichen Paaren in Europa
Gleichgeschlechtliche Ehe
Eingetragene Partnerschaft
Unregistrierte Partnerschaft
Anerkennung im Ausland geschlossener Ehen
Keine Anerkennung
Ehe durch Verfassung nur als Verbindung zwischen Mann und Frau definiert

Es gibt weltweit viele unterschiedliche Gesetze, welche die sexuellen Beziehungen zwischen Menschen des gleichen Geschlechts zu regeln versuchen. Viele dieser Gesetze formulieren Verbote, wobei häufig nur das gleichgeschlechtliche Sexualverhalten unter Männern behandelt wird. Eine weitere häufige Ausprägung von Gesetzen zum Thema Homosexualität behandelt Alltagsaspekte, zum Beispiel den Güterstand, von gleichgeschlechtlichen Paaren. Dabei werden zum Beispiel eingetragene Partnerschaften geregelt oder Diskriminierungsverbote erlassen. Die Ausprägung der verschiedenen Gesetzgebungen variiert sehr stark. Während in manchen Ländern auch die zivilrechtliche Ehe für gleichgeschlechtliche Paare offensteht, sind in anderen Ländern sexuelle Handlungen zwischen Männern unter Androhung der Todesstrafe verboten.

## Historische Entwicklung
Im § 20 des mittelassyrischen Gesetzes ca. aus dem Jahre 1100 v. Chr. wird männliche Homosexualität unter die Strafe der Kastration gestellt: „Wenn ein Mann seinem Genossen beiwohnt, man es ihm beweist und ihn überführt, so soll man ihm beiwohnen und ihn zu einem Verschnittenen machen.“
Das erste bekannte gesetzliche Verbot sexueller Beziehungen zwischen Männern unter Androhung der Todesstrafe bei Zuwiderhandlung stammt etwa aus dem Jahr 550 v. Chr. und wurde wohl während des jüdischen Babylonischen Exils im Buch Levitikus niedergeschrieben. Es ist umstritten, ob dieses Strafmaß je verhängt wurde. Jedenfalls sollte dadurch die Abgrenzung des Judentums vom Heidentum verstärkt werden, das man vor allem wegen seines Götzendienstes ablehnte.
Gleichgeschlechtliche Beziehungen waren in einigen anderen Religionen erlaubt oder sogar geschätzt.
Frühe Gesetze mit einer positiven gesellschaftlichen Wertung von Homosexualität gab es wohl um 600 v. Chr. im alten Kreta und Sparta, die jedem Mann eine päderastielle homoerotische Freundschaft auferlegten.
In der römisch-vorchristlichen Gesetzgebung konnte sich der griechische Brauch nicht durchsetzen: Beischlaf zwischen Männern wurde moralisch nicht gutgeheißen, weil er – im Gegensatz zur Ansicht der Griechen – mit dem Männlichkeitsideal als nicht vereinbar angesehen wurde. Er war nur mit Sklaven erlaubt und ansonsten strafbar (Geldstrafe, im römischen Heer Prügelstrafe).
Im 1. Jahrhundert nach Christus berichtet Tacitus im Kapitel 12 seines Buches Germania von der angeblichen Todesstrafe gegenüber sich sexuell passiv verhaltenden Männern (latein.: corpore infames) bei den Germanen: Sie „versenkt man in Kot und Sumpf, wobei noch Flechtwerk über sie gelegt wird.“
Aufgrund der innerhalb der historischen Forschung allerdings kontrovers diskutierten Frage nach der Glaubwürdigkeit der diesbezüglichen Aussage des Tacitus sowie aufgrund der Angaben anderer antiker Autoren zum Sexualleben der Germanen, denen zufolge bei manchen germanischen Völkerschaften gleichgeschlechtliches Sexualverhalten auch akzeptiert worden sei, wird aktuell eher angenommen, Homosexualität habe zumindest bei einigen germanischsprachigen Völkern die Funktion eines Initiationsritus der Jungmannschaft gehabt und sei durchaus auch toleriert worden.
Nachdem das Christentum als Staatsreligion des römischen Reiches eingeführt war, bestand die Strafandrohung nach dem Codex des oströmischen Kaisers Theodosius I. in öffentlicher Verbrennung. Diese Strafe wurde jedoch selten angewendet, und Beischlaf zwischen Männern wurde ungeniert betrieben. Der oströmische Kaiser Justinian I. hat in zweien der von ihm erlassenen Gesetze (justinianische Novellen von 538 und 559) die Sodom-Geschichte umgedeutet und als Strafe für den Beischlaf zwischen Männern die Enthauptung vorgesehen. Das diente nach Gisela Bleibtreu-Ehrenberg dazu, der Bevölkerung Gotteslästerer und Sodomiter als Sündenböcke zu präsentieren, die man für die damals häufigen Erdbeben und Pestwellen verantwortlich machen konnte. Insofern seien die Todesstrafen nicht durch das Christentum motiviert gewesen, sondern weltlich-politisch zu erklären.
Ab der zweiten Hälfte des 13. Jahrhunderts wurden sexuelle Handlungen zwischen Männern, die unter dem Begriff Sodomie gefasst wurden, nicht mehr als zwar sündig, aber meist völlig legale Praxis angesehen, sondern als Verbrechen geahndet, das fast überall in Europa die Todesstrafe zur Folge haben konnte.
Im Zuge der Aufklärung, verstärkt durch die Französische Revolution, kam es zu einer Reihe von Reformen, die entweder die komplette Abschaffung der Sodomie-Gesetze wie in Frankreich oder zumindest die Umwandlung in eine Gefängnisstrafe zur Folge hatten.
Mit dem Kolonialismus verbreiteten sich diese Verbote vor allem in britischen Kolonien, begleitet von der repressiven Sexualmoral der Viktorianischen Zeit. Im 19. Jahrhundert war der wissenschaftlich-medizinische Versuch, Homosexualität als Krankheit und nicht als moralisches Verbrechen zu beschreiben, ein erster emanzipatorischer Schritt, weil die Homosexualität als Krankheit straffrei bleiben konnte.
In den Anfangsjahren der Sowjetunion war im Rahmen einer allgemeinen Reform der Sexualgesetze Homosexualität nicht mehr strafbar. Unter Stalin wurde 1934 die Strafbarkeit wieder eingeführt, und diese Einstellung galt für Jahrzehnte in fast allen kommunistischen Ländern.
Gegen Ende des 20. Jahrhunderts erfolgte dann in vielen Ländern der Welt die Entkriminalisierung der Homosexualität. Für Europa sehr maßgeblich waren hierbei die höchstgerichtlichen Urteile des Europäischen Gerichtshofs für Menschenrechte. Der Europäische Gerichtshof für Menschenrechte hat mehrmals festgestellt, dass eine strafrechtliche Verfolgung homosexueller Handlungen menschenrechtswidrig sei.
Seit Anfang des 21. Jahrhunderts wird in verschiedenen Ländern weltweit die Ehe für gleichgeschlechtliche Paare geöffnet.

### Deutschland
Die seit der Constitutio Criminalis Carolina geltende Strafdrohung gegen „widernatürliche Unzucht“ wurde nach der Reichsgründung 1871 in der konservativsten deutschen Version – der preußischen – als § 175 reichsweit übernommen und setzte damit liberalere Regelungen (z. B. Straflosigkeit nach dem Strafgesetzbuch für das Königreich Bayern) außer Kraft, die Mindeststrafe wurde allerdings von sechs Monaten auf einen Tag Gefängnisstrafe herabgesetzt. Die Nationalsozialisten strichen 1935 das Wort „widernatürlich“ und führten zusätzlich § 175a Reichsstrafgesetzbuch ein. Die DDR kehrte zur Fassung des § 175 StGB von 1871 zurück, faktisch außer Kraft gesetzt wurde er durch die mit der Strafrechtsergänzungsgesetz von 1957 geschaffene Möglichkeit, von einer Strafverfolgung abzusehen, wenn eine gesetzwidrige Handlung mangels schädigender Folgen keine Gefahr für die sozialistische Gesellschaft darstellt, der § 175a wurde zunächst beibehalten. In der Bundesrepublik wurde der § 175 zunächst in der nationalsozialistischen Fassung beibehalten, 1969 wurde die Strafbarkeit auf homosexuelle Handlungen mit Jugendlichen unter 21 Jahren beschränkt. 
Dieses so genannte Schutzalter wurde 1968 (DDR) bzw. 1973 (Bundesrepublik) auf 18 Jahre herabgesetzt.
1988 strich die Volkskammer der DDR ihre gegen Homosexualität gerichtete Sondergesetzgebung (§ 151 StGB) ersatzlos, das Schutzalter lag also wie bei Heterosexuellen bei 14 Jahren.
Der Deutsche Bundestag vereinheitlichte 1994 durch Aufhebung des § 175 das Schutzalter für Homo- und Heterosexuelle auf 14/16 Jahre im Zuge der Rechtsangleichung nach der deutschen Wiedervereinigung. Dadurch sank mit Wirkung zum 11. Juni 1994 das Schutzalter für Homosexuelle in Westdeutschland, während es für Heterosexuelle und in Ostdeutschland auch für Homosexuelle in Teilbereichen stieg (siehe sexueller Missbrauch von Jugendlichen).
Seit Ende der 1990er bestimmte in Deutschland die staatliche Anerkennung von gleichgeschlechtlichen Paaren die rechtliche und gesellschaftliche Diskussion. Am 1. August 2001 trat das Lebenspartnerschaftsgesetz in Kraft.
Am 30. Juni 2017 beschloss der Bundestag die Öffnung der Ehe für gleichgeschlechtliche Paare. Nachdem am 7. Juli auch der Bundesrat zugestimmt hatte, wurde das Gesetz am 21. Juli 2017 von Bundespräsident Frank-Walter Steinmeier unterzeichnet und trat am 1. Oktober 2017 in Kraft.

### Schweiz
In der Schweiz wurde 1942 die Strafbarkeit von sexuellen Handlungen unter erwachsenen Männern abgeschafft und mit Art. 194 ein Schutzalter von 20 Jahren eingeführt, im Gegensatz zu 16 Jahren bei verschiedengeschlechtlichen Handlungen. Mit der Strafrechtsreform von Dezember 1990 wurde das unterschiedliche Schutzalter aufgehoben. Es gilt nun ein einheitliches Schutzalter von 16 Jahren, wobei aber keine Strafbarkeit für sexuelle Handlungen mit unter 16-Jährigen besteht, wenn das Alter der Sexualpartner nicht mehr als drei Jahre auseinanderliegt. Zum 1. Januar 2007 wurden landesweit gleichgeschlechtliche Paare infolge des Partnerschaftsgesetzes rechtlich anerkannt. Infolge der Volksabstimmung vom 26. September 2021 wurde die gleichgeschlechtliche Ehe zum 1. Juli 2022 möglich.
Artikel 8 der Schweizerischen Bundesverfassung verbietet Diskriminierung aufgrund der Lebensform. Dies gilt aber nur in der Beziehung Bürger/Staat und nicht Bürger/Bürger.

### Österreich
Vom 15. bis zum 17. Jahrhundert galten in den österreichischen Ländern verschiedene Halsgerichtsordnungen (Landgerichtsordnungen), welche der Constitutio Criminalis Carolina sehr ähnlich waren.
1768 führte Maria Theresia mit der Constitutio Criminalis Theresiana ein einheitliches Strafrecht für die österreichischen und böhmischen Lande ein, welches stark an die Carolina angelehnt war und auch noch die Todesstrafe für Sodomie (darunter extra homosexuelle Handlungen beiderlei Geschlechts) vorsah.
1787 wurde sie vom großen Reformer Joseph II. durch sein Josephinisches Strafgesetz abgelöst, welches eine Todesstrafe nur mehr im Standrecht vorsah. Stattdessen gab es öffentliche Züchtigung, zeitliche öffentliche Arbeit, strenges Gefängnis und Verbannung. Außerdem erwähnte es heterosexuelle „Unzucht wider die Natur“ nicht.
Im Strafgesetz von 1803 wurde in den §§ 113–114 mit dem Ausdruck „Unzucht wider die Natur“ wieder alles summiert und als Strafe Kerker zwischen 6 Monaten und einem Jahr eingeführt.
Nach den §§ 129 I b (Tat) und 130 (Strafmaß) des Strafgesetzes (StG) von 1852 waren sexuelle Beziehungen zwischen Frauen und solche zwischen Männern als „Unzucht wider die Natur mit Personen desselben Geschlechts“ zur Gänze verboten und wurden mit schwerem Kerker von einem bis zu fünf Jahren bestraft. Zwischen 1920 und 1938 war Österreich, auf die Gesamtbevölkerung bezogen, bei der Anzahl der Verurteilungen europaweit führend.
Während des Anschluss Österreichs wurde das Strafgesetz nie angepasst, aber die Rechtsprechung wurde mit der Zeit angepasst, sodass sie in etwa dem verschärften § 175 im Altreich entsprach, und die Verurteilungen erreichten einen neuen Höhepunkt.
Nach 1945 wurde wie vor 1938 weitergemacht.
Die kleine Strafrechtsreform 1971 ersetzte dieses Totalverbot durch vier neue Bestimmungen des StG: (in Klammer die §-Nummer des Strafgesetzbuches (StGB) nach der großen Strafrechtsreform am 1. Januar 1975)
- § 129 I StG (§ 209 StGB): „[männliche] Gleichgeschlechtliche Unzucht mit Personen unter 18 Jahren“ (6 Monate – 5 Jahre)
- § 500 StG (§ 210 StGB): „gewerbsmäßige [männliche] gleichgeschlechtliche Unzucht“ (Prostitution)
- § 517 StG (§ 220 StGB): „Werbung für Unzucht mit Personen des gleichen Geschlechts“ (= Gutheißung)
- § 518 StG (§ 221 StGB): „Verbindungen zur Begünstigung gleichgeschlechtlicher Unzucht“

Das Werbeverbot wurde auch zur Begründung herangezogen, dass gleichgeschlechtliche Pornografie absolut unzüchtig und damit (auch in Sex-Shops) verboten ist. 1988 wurde das Mindestalter des Täters auf 19 Jahre angehoben und somit ein Übergangsbereich geschaffen. 1989 wurde § 210 aufgehoben und 1997 die §§ 220 und 221. Es gab mehrere parlamentarische Anläufe auch § 209 abzuschaffen, von denen die knappste 1996 mit Stimmengleichheit ausging. Erst mit Erkenntnis (Sachentscheidung) vom 21. Juni 2002 hob der VfGH diese Bestimmung auf. Grund war die sich ändernde Strafbarkeit des älteren Partners im Laufe der Jahre bei ein und demselben Paar mit zwei Jahren Altersunterschied. Der VfGH gewährte aber der Regierung eine Schonfrist von 6 Monaten, um die Schutzbestimmungen im Sexualstrafrecht anzupassen.
Am 14. August 2002 trat der § 209 außer und die Ersatzlösung § 207 b in Kraft. Dieser ist zwar geschlechtsneutral formuliert, aber verfolgt und abgeurteilt werden noch überwiegend männliche gleichgeschlechtliche Beziehungen. Es gab kein Amnestiegesetz wie in Deutschland und die Vorstrafen wegen der alten §§ sind, unter Beachtung der Verjährungsfristen, oft bis heute evident (Stichtag 12. Juli 2005 insgesamt 1434 Personen, davon 558 wegen § 129 I b vor 1971). In den Fällen, in denen sich Betroffene an den EGMR gewandt haben, wurde bis jetzt in jedem Fall einer Verurteilung nach § 209 die Republik Österreich zur Aufhebung des Urteils und Schadensersatz verurteilt.
Am 1. Jänner 2010 wurde das Institut der eingetragenen Partnerschaft für gleichgeschlechtliche Paare eingeführt.
Es wurde eine Gleichstellung der Ehe ab 1. Jänner 2016 angekündigt. Seit Oktober 2017 prüfte der Verfassungsgerichtshof, das höchste Gericht Österreichs, auf dem Amtsweg das Eheverbot für homosexuelle Paare auf seine Verfassungskonformität. Im Dezember beschloss er die Eheöffnung bis spätestens 1. Jänner 2019.
Die gleichgeschlechtliche Ehe ist seit dem 1. Januar 2019 in Österreich möglich.

## Heutige Situation

Homosexualität legal
Gleichgeschlechtliche Ehen
Andere Formen gleichgeschlechtlicher Partnerschaften
Anerkennung (im In- oder Ausland geschlossener) gleichgeschlechtlicher Ehen
Bedingte Anerkennung gleichgeschlechtlicher Partnerschaften auf Bundes- jedoch nicht Landesebene
Keine Anerkennung gleichgeschlechtlicher Partnerschaften
Einschränkung der MeinungsfreiheitHomosexualität illegal
De jure unter Strafe, de facto keine Strafverfolgung
Empfindliche Strafen
lebenslange Freiheitsstrafe
Todesstrafe

Viele Länder dieser Welt haben heute noch Gesetze gegen gleichgeschlechtliche sexuelle Handlungen. In manchen Ländern wird es gerichtlich als eine Beleidigung der Ehre einer Person angesehen, jemanden öffentlich als homosexuell zu bezeichnen. Zum Beispiel verklagten Jason Donovan und Liberace eine Zeitung, die ihnen unterstellte, schwul zu sein, mit gerichtlichem Erfolg. 2003 wurde Tony Halme, Mitglied des finnischen Parlamentes, mit rechtlichen Schritten gedroht, da er die Präsidentin Tarja Halonen als Lesbe bezeichnet haben soll – obwohl in beiden Ländern Homosexualität gesetzlich erlaubt ist.
Heute sind homosexuelle Handlungen in allen westlichen Industrieländern straffrei. Strafgesetze existieren weiterhin in Teilen der so genannten Dritten Welt. Teilweise handelt es sich dabei um ein Erbe der europäischen Kolonialgeschichte, manchmal auch, wie in verschiedenen islamischen Staaten, um die Wiederbelebung religiöser Gesetze, die in früheren Zeiten nur selten angewandt worden waren. Auf der Ebene der UNO wurde 2008 eine UNO-Deklaration gegen die Diskriminierung von Homosexuellen und gegen die Strafbarkeit von Homosexualität in der Dritten Welt gestartet. Zu den Unterzeichnern gehören alle 27 EU-Staaten, alle südamerikanischen Staaten der Mercosur sowie unter anderem Kanada, Israel, Australien, Neuseeland und Japan. Im März 2009 erklärten die Vereinigten Staaten diese UNO-Deklaration zu unterzeichnen.

### Öffnung der Ehe für homosexuelle Paare
In einigen Ländern ist die Ehe bisher für gleichgeschlechtliche Paare geöffnet worden:
- 39 Staaten: Niederlande (Öffnung 2001), Belgien (2003), Spanien (2005), Kanada (2005), Südafrika (2006), Norwegen (2009), Schweden (2009), Portugal (2010), Island (2010), Argentinien (2010), Dänemark (2012), Brasilien (2013), Frankreich (2013), Uruguay (2013), Neuseeland (2013), Vereinigtes Königreich (2014, Nordirland 2020), Luxemburg (2015), Vereinigte Staaten von Amerika (2015), Irland (2015), Kolumbien (2016), Finnland (2017), Malta (2017), Deutschland (2017), Australien (2017)[21], Österreich (2019), Taiwan (2019)[22], Ecuador (2019), Costa Rica (2020), Chile (2022), Schweiz (2022), Slowenien (2022), Kuba (2022), Mexiko (2022), Andorra (2023), Nepal (2023)[23], Estland (2024)[24], Griechenland (2024)[25], Liechtenstein (2025), Thailand (2025)

In Ecuador und einigen Bundesstaaten Mexikos besteht für gleichgeschlechtliche Ehepaare kein Adoptionsrecht.

### Weltweite Übersicht
Dies ist eine Liste mit Gesetzen aus aller Welt, die sich mit Homosexualität befassen. Sie ist alphabetisch nach Kontinenten geordnet. Diese Liste kann jedoch nicht aussagen, wie Homosexualität generell in einem Land gesehen wird. Viele Nationen, die negative Gesetze dazu hatten oder noch haben, können auch Gesellschaftsformen sein, die Homosexualität nicht aktiv verfolgen. Wiederum gibt es Länder, in denen keine/kaum Gesetze gegen Homosexualität existieren, Homosexuelle aber gesellschaftlich geächtet oder sogar verfolgt werden. Schutz davor, z. B. in Form von Antidiskriminierungsgesetzen, ist nicht immer gewährleistet.
Da es Staaten mit (teil-)autonomen Gebieten gibt, die abweichende gesetzliche Regelungen haben, sind diese extra aufgelistet.

#### Afrika
Zu Ländern, die mit einem Stern (*) gekennzeichnet sind, gibt es einen gesonderten Artikel über Homosexualität in diesem Lande:
| Land                                           | Homosexuelle Handlungen           | Höchststrafe              | Mindeststrafe               | Gleichgeschl. Partnerschaft oder Ehe                             | Antidis- kriminierungs- gesetz | Bemerkungen |
| ---------------------------------------------- | --------------------------------- | ------------------------- | --------------------------- | ---------------------------------------------------------------- | ------------------------------ | --- |
| * Ägypten                                      | illegal                           | 3 Jahre                   | –                           | –                                                                | nein                           | Bestraft als „gewohnheitsmäßige Unzucht“; Siehe auch Homosexualität in Ägypten |
| * Algerien                                     | illegal                           | 3 Jahre                   | Bußgeld                     | –                                                                | nein                           | Siehe Homosexualität in Algerien |
| * Angola                                       | legal                             |                           |                             | –                                                                | nein                           | Siehe Homosexualität in Angola, seit Januar 2019 legal |
| * Äquatorialguinea                             | legal                             | –                         | –                           | –                                                                | nein                           | Siehe Homosexualität in Äquatorialguinea |
| * Äthiopien                                    | illegal                           | 3 Jahre                   | 10 Tage                     | –                                                                | nein                           | Siehe Homosexualität in Äthiopien |
| * Benin                                        | legal                             |                           | –                           | –                                                                | nein                           | Siehe Homosexualität in Benin |
| * Botswana                                     | legal                             |                           | –                           | –                                                                | nein                           | Siehe Homosexualität in Botswana |
| * Burkina Faso                                 | legal                             | –                         | –                           | –                                                                | nein                           | Siehe Homosexualität in Burkina Faso |
| Burundi                                        | illegal                           | 2 Jahre                   | Bußgeld                     | –                                                                | nein                           | Im April 2009 wurde Homosexualität illegalisiert. |
| Dschibuti                                      | legal                             | –                         | –                           | –                                                                | nein                           | Zwar bestehen keine Verbote, dafür muss aber mit ablehnenden Reaktionen der Bevölkerung und der Behörden gerechnet werden. |
| * Elfenbeinküste                               | legal                             | –                         | –                           | –                                                                | nein                           | Siehe Homosexualität in der Elfenbeinküste |
| Eritrea                                        | illegal                           | 3 Jahre                   | 10 Tage                     | –                                                                | nein                           | |
| Eswatini                                       | illegal (Männer) · legal (Frauen) | Freiheitsstrafe           | Bußgeld                     | –                                                                | nein                           | |
| * Gabun                                        | legal                             | –                         | –                           | –                                                                | nein                           | Gabun hat 2020 Homosexualität nach kurzzeitiger Strafbarkeit legalisiert. Siehe Homosexualität in Gabun |
| * Gambia                                       | illegal                           | lebenslänglich            | Bußgeld                     | –                                                                | nein                           | Siehe Homosexualität in Gambia |
| * Ghana                                        | illegal (Männer) · legal (Frauen) | ?                         | ?                           | –                                                                | nein                           | Siehe Homosexualität in Ghana |
| * Guinea                                       | illegal                           | 3 Jahre                   | 6 Monate                    | –                                                                | nein                           | Siehe Homosexualität in Guinea |
| * Guinea-Bissau                                | legal                             | –                         | –                           | –                                                                | nein                           | Siehe Homosexualität in Guinea-Bissau |
| * Kamerun                                      | illegal                           | 5 Jahre                   | Bußgeld                     | –                                                                | nein                           | Siehe Homosexualität in Kamerun |
| * Kap Verde                                    | legal                             | –                         | –                           | –                                                                | nein                           | Siehe Homosexualität in Kap Verde |
| * Kenia                                        | illegal (Männer) · legal (Frauen) | 14 Jahre                  | Bußgeld                     | –                                                                | nein                           | Siehe Homosexualität in Kenia |
| * Komoren                                      | illegal                           | 5 Jahre                   | Bußgeld                     | –                                                                | nein                           | Siehe Homosexualität auf den Komoren |
| * Demokratische Republik Kongo                 | legal                             | –                         | –                           | –                                                                | nein                           | Siehe Homosexualität in der Demokratischen Republik Kongo |
| * Republik Kongo                               | legal                             | –                         | –                           | –                                                                | nein                           | Siehe Homosexualität in der Republik Kongo |
| Lesotho                                        | legal                             |                           |                             | –                                                                | nein                           | seit 2012 legal |
| * Liberia                                      | illegal                           | 1 Jahr                    | Bußgeld                     | –                                                                | nein                           | Siehe Homosexualität in Liberia |
| * Libyen                                       | illegal                           | 5 Jahre                   | Bußgeld                     | –                                                                | nein                           | Siehe Homosexualität in Libyen |
| * Madagaskar                                   | legal                             | –                         | –                           | –                                                                | nein                           | Siehe Homosexualität in Madagaskar |
| * Malawi                                       | illegal                           | 14 Jahre                  | –                           | –                                                                | nein                           | Siehe Homosexualität in Malawi |
| * Mali                                         | illegal                           | 7 Jahre                   | ?                           | –                                                                | nein                           | Siehe Homosexualität in Mali |
| * Marokko                                      | illegal                           | 3 Jahre                   | 6 Monate                    | –                                                                | nein                           | Siehe Homosexualität in Marokko |
| * Mauretanien                                  | illegal                           | Todesstrafe               | Todesstrafe                 | –                                                                | nein                           | Siehe Homosexualität in Mauretanien |
| Mauritius                                      | legal                             | –                         | –                           | –                                                                | nein                           | Der oberste Gerichtshof erklärte am 4. Oktober 2023 die Kriminalisierung von gleichgeschlechtlichem Sex für verfassungswidrig. |
| * Mosambik                                     | legal                             | –                         | –                           | –                                                                | ja                             | Siehe Homosexualität in Mosambik |
| * Namibia                                      | legal                             | –                         | –                           | Anerkennung im Ausland geschlossener gleichgeschlechtlicher Ehen | nein                           | Siehe Homosexualität in Namibia |
| * Niger                                        | legal                             | –                         | –                           | –                                                                | nein                           | Siehe Homosexualität in Niger |
| * Nigeria                                      | illegal (Männer) · legal (Frauen) | 14 Jahre bzw. Todesstrafe | Bußgeld                     | –                                                                | nein                           | Siehe Homosexualität in Nigeria „Geschlechtsverkehr unnatürlicher Art“, wobei der Kommentar zu den Strafrechtskapiteln als Terminus „unnatürliche Delikte“ beinhaltet: Sodomie, Analverkehr und Bestialität. Eine massive und weltweit umstrittene Verschärfung der Gesetze, welche nun auch jegliches Zeigen einer gleichgeschlechtlichen Beziehung, Küssen und inner-, wie außerhalb des Landes geschlossene Partnerschaften streng verbietet, wurde 2014 verabschiedet. In 12 nördlichen Bundesstaaten gilt die Sharia, in der als Maximalstrafe die Todesstrafe durch Steinigung vorgesehen ist. |
| Ruanda                                         | legal                             | –                         | –                           | –                                                                | nein                           | |
| * Sambia                                       | illegal (Männer) · legal (Frauen) | 14 Jahre                  | –                           | –                                                                | nein                           | Siehe Homosexualität in Sambia; Artikel 87 des Strafgesetzbuches beschreibt H. als „Vergehen gegen die Moral“ und Artikel XV, § 155 stellt „Geschlechtsverkehr gegen die Natur“ unter Strafe. |
| * Sansibar (halbautonomer Teilstaat Tansanias) | illegal                           | 25 Jahre                  | Bußgeld                     | –                                                                | nein                           | Siehe Homosexualität in Tansania: Die Insel Sansibar gehört zum Staat Tansania, hat aber eine eigenständige Gesetzgebung, welche seit 13. April 2004 für Männer 25 Jahre Gefängnis vorsieht und für Frauen bis zu 7 Jahre. Dies gilt auch bei Leben, Feiern oder Arrangieren von gleichgeschlechtlichen Heiraten oder Lebensgemeinschaften. |
| * São Tomé und Príncipe                        | legal                             | –                         | –                           | –                                                                | nein                           | Siehe Homosexualität in São Tomé und Príncipe |
| * Senegal                                      | illegal                           | 5 Jahre                   | 1 Jahr                      | –                                                                | nein                           | Homosexualität in Senegal |
| Seychellen                                     | legal                             | –                         | –                           | –                                                                | nein                           | Nicht strafbar, es gibt jedoch Verurteilungen aufgrund des „Sittenverbrechens“. |
| * Sierra Leone                                 | illegal (Männer) · legal (Frauen) | lebenslänglich            | –                           | –                                                                | ja?                            | Siehe Homosexualität in Sierra Leone, Die Antikorruptionskommission ließ verlauten, dass qualifizierte Arbeitskräfte aus dem Ausland unter einem besonderen Schutz stehen, der sogar Diskriminierung aufgrund der Sexualität verbietet. |
| * Simbabwe                                     | illegal (Männer) · legal (Frauen) | 3 Jahre                   | Geldstrafe                  | –                                                                | nein                           | Siehe Homosexualität in Simbabwe; seit Juni 2006 gibt es ein Gesetz gegen „Sexuelle Abnormalitäten“. Damit ist Sodomie als „Handlung, die Kontakt zwischen zwei Männern beinhaltet und von einer vernünftigen Person als unanständige Handlung angesehen wird“ definiert und somit sogar Händchenhalten u. ä. strafbar. |
| Somalia                                        | illegal                           | 3 Jahre bzw. Todesstrafe  | 3 Monate                    | –                                                                | nein                           | Gebiete unter der Schari'a bestrafen mit dem Tod. |
| * Südafrika                                    | legal                             | –                         | –                           | Ehe                                                              | ja                             | Weltweit fünftes Land und einziges in Afrika mit Ehe für Gleichgeschlechtliche. Siehe Homosexualität in Südafrika |
| * Sudan                                        | illegal                           | lebenslang                | –                           | –                                                                | nein                           | Siehe Homosexualität im Sudan: Strafgesetz an die Schari'a angelehnt. Die Todesstrafe für homosexuelle Handlungen wurde 2020 abgeschafft. |
| Südsudan                                       | illegal                           | 10 Jahre                  |                             | –                                                                | nein                           | |
| * Tansania                                     | illegal                           | 14 Jahre                  | Bußgeld                     | –                                                                | nein                           | Siehe Homosexualität in Tansania: Auf dem Festland gilt das alte Kolonialgesetz, welches für Geschlechtsverkehr zwischen Männern bis zu 14 Jahre Haft vorsieht. Wenn Minderjährige (<18) beteiligt sind, kann daraus bis lebenslang werden. Für die Insel Sansibar siehe den eigenständigen Eintrag oben. |
| * Togo                                         | illegal                           | 3 Jahre                   | Bußgeld                     | –                                                                | nein                           | Siehe Homosexualität in Togo |
| * Tschad                                       | illegal                           |                           |                             | –                                                                |                                | Siehe Homosexualität in Tschad |
| * Tunesien                                     | illegal                           | 3 Jahre                   | Bußgeld                     | –                                                                | nein                           | Siehe Homosexualität in Tunesien |
| * Uganda                                       | illegal                           | Todesstrafe               | lebenslange Freiheitsstrafe | strafbar                                                         | nein                           | Siehe Homosexualität in Uganda: Seit 2000 stehen männliche wie weibliche Homosexualität unter Strafe. Durch eine Verfassungsänderung wurde das Eingehen einer gleichgeschlechtlichen Partnerschaft (auch im Ausland, auch aus Asylgründen) unter Strafe gestellt. Für schwere Fälle wurde 2023 die Todesstrafe eingeführt. |
| * Zentralafrikanische Republik                 | illegal                           | 2 Jahre                   | Geldstrafe                  | –                                                                | nein                           | Siehe Homosexualität in der Zentralafrikanischen Republik |

#### Asien
Zu Ländern, die mit einem Stern (*) gekennzeichnet sind, gibt es einen gesonderten Artikel über Homosexualität in diesem Lande:
| Land                                                 | Homosexuelle Handlungen                                                            | Höchststrafe                                    | Mindeststrafe                         | Gleichgeschl. Partnerschaft oder Ehe                                                                                             | Antidis- kriminierungs- gesetz | Bemerkungen |
| ---------------------------------------------------- | ---------------------------------------------------------------------------------- | ----------------------------------------------- | ------------------------------------- | --- | ------------------------------ | --- |
| Afghanistan                                          | illegal                                                                            | Todesstrafe                                     | Todesstrafe                           | – | nein                           | Unter den Taliban wird die Todesstrafe verhängt. Auch bevor die Taliban an die Macht kamen, galten h. Handlungen als Verbrechen, die gemäß Gesetz von 1976 mit Freiheitsstrafe bestraft wurden. |
| * Armenien                                           | legal                                                                              | –                                               | –                                     | – | nein                           | Siehe Homosexualität in Armenien |
| * Aserbaidschan                                      | legal                                                                              | –                                               | –                                     | – | nein                           | Siehe Homosexualität in Aserbaidschan |
| * Bahrain                                            | illegal (Männer) · legal (Frauen)                                                  | 10 Jahre                                        | Bußgeld                               | – | nein                           | Siehe Homosexualität in Bahrain |
| Bangladesch                                          | illegal                                                                            | lebenslänglich                                  | 10 Jahre                              | – | nein                           | |
| * Bhutan                                             | legal                                                                              | –                                               | –                                     | – | nein                           | Homosexuelle Handlungen seit 2021 entkriminalisiert, siehe Homosexualität in Bhutan |
| * Brunei                                             | illegal                                                                            | Todesstrafe                                     | Todesstrafe                           | – | nein                           | Siehe Homosexualität in Brunei |
| * Volksrepublik China                                | legal                                                                              | –                                               | –                                     | – | nein                           | Ehegesetz wird überarbeitet. Siehe Homosexualität in China |
| * Georgien                                           | legal                                                                              | –                                               | –                                     | – | ja                             | Siehe Homosexualität in Georgien. In den de-facto abgefallenen und von Russland protegierten Landesteilen Abchasien und Südossetien ist georgisches Recht faktisch nicht durchsetzbar |
| Hongkong (Sonderverwaltungszone der Volksrep. China) | legal                                                                              | –                                               | –                                     | In Erwägung | In Erwägung                    | 2005 stellte das Parlament das Schutzalter mit dem für Heterosexuelle gleich. |
| * Indien                                             | legal                                                                              | –                                               | –                                     | ja | nein                           | Im Juli 2009 erklärte der Delhi High Court das Verbot h. Handlungen für verfassungswidrig. Am 11. Dezember 2013 hob der Supreme Court diese Entscheidung auf und erklärte den § 377 für verfassungsgemäß, Bestrafung von Homosexualität sei kein Verfassungsbruch. Das Urteil stellt es der Politik aber frei, den § 377 durch ein Gesetz abzuschaffen. Am 6. September 2018 hob der Supreme Court das Verbot homosexueller Handlungen als verfassungswidrig auf. Siehe Homosexualität in Indien |
| * Indonesien                                         | legal außer in der Provinz Aceh                                                    | –                                               | –                                     | – | nein                           | Siehe Homosexualität in Indonesien |
| Irak                                                 | illegal                                                                            | 15 Jahre                                        | ?                                     | – | nein                           | Todesstrafe sollte 2001 eingesetzt werden. Die US-Besatzung (vgl. Irakkrieg) setzte ein Gesetz von 1969 wieder in Kraft, gemäß dessen § 393 I bestraft wird, wer mit einem Mann oder einer Frau Analverkehr hat. 2024 wurden homosexuelle Handlungen überhaupt unter Strafe gestellt. |
| * Iran                                               | illegal                                                                            | Männer: Todesstrafe; Frauen: 100 Peitschenhiebe | Männer und Frauen: 100 Peitschenhiebe | – | nein                           | Geschlechtsanpassende Operation wird vom Staat unterstützt, um Geschlechtsidentität zu heilen. Hinrichtungen von H. werden jedoch fortgesetzt. Im Jahre 2005 wurden die Jugendlichen Mahmoud Asgari und Ayaz Marhoni gehängt, offiziell wegen der Vergewaltigung eines 13-jährigen Jungen. Während einige westliche Medien und Organisationen der Ansicht waren, das Urteil wäre allein wegen homosexueller Handlungen gefällt worden, sahen andere, wie Human Rights Watch, keinen Beweis für einvernehmliche homosexuelle Handlungen und hielten einen Übersetzungsfehler für möglich. Siehe Homosexualität im Iran |
| * Israel                                             | legal                                                                              | –                                               | –                                     | Anerkennung im Ausland geschlossener, gleichgeschlechtlicher Ehen. Einführung von Eingetragenen Partnerschaften sind in Beratung | ja                             | Breite Unterstützung für Legalisierung der gleichgeschl. Ehe. Paaren stehen Adoptionsrecht und Steuerprivilegien zu. Siehe Homosexualität in Israel |
| * Japan                                              | legal                                                                              | –                                               | –                                     | – | In Erwägung                    | Bisher Antidiskriminierungsvorschrift nur in Tokio. Landesweites Antidiskriminierungsgesetz im Gesetzgebungsverfahren (Stand Juni 2023). Siehe Homosexualität in Japan |
| Jemen                                                | illegal                                                                            | Todesstrafe                                     | Todesstrafe                           | – | nein                           | |
| * Jordanien                                          | legal                                                                              | –                                               | –                                     | – | nein                           | siehe Homosexualität in Jordanien |
| * Kambodscha                                         | legal                                                                              | –                                               | –                                     | – | nein                           | Siehe Homosexualität in Kambodscha |
| * Kasachstan                                         | legal                                                                              | –                                               | –                                     | – | nein                           | siehe Homosexualität in Kasachstan |
| * Katar                                              | illegal                                                                            | 5 Jahre                                         | Bußgeld                               | – | nein                           | siehe Homosexualität in Katar |
| Kirgisistan                                          | legal                                                                              | –                                               | –                                     | – | nein                           | |
| Kuwait                                               | illegal                                                                            | 7 Jahre                                         | Bußgeld                               | – | nein                           | |
| Laos                                                 | legal                                                                              | –                                               | –                                     | – | nein                           | Das amerikanische Außenministerium berichtet, dass H. nicht diskriminiert werden. Dies wurde durch Interviews von H. in Laos von 1992 bestätigt. |
| * Libanon                                            | legal ?                                                                            |                                                 |                                       | – | nein                           | Siehe Homosexualität im Libanon |
| Macau (Sonderverwaltungszone der Volksrep. China)    | legal                                                                              | –                                               | –                                     | – | nein                           | |
| * Malaysia                                           | illegal                                                                            | 20 Jahre                                        | Bußgeld                               | – | nein                           | Siehe Homosexualität in Malaysia; der ehemalige stellvertretende Ministerpräsident Anwar Ibrahim, der selbst wegen seiner angeblichen Homosexualität eingesperrt wurde, hat Einspruch erhoben. Die Tochter des Ministerpräsidenten Mahathir Mohamad, Marina Mahathir, rief im Oktober 1998 zu einem Ende der Diskriminierung auf Grund der Sexualität auf. Doch ihr Vater warnte im Oktober 2001 schwule Minister anderer Länder sein Land zu besuchen. |
| Malediven                                            | illegal (Männer) · legal (Frauen)                                                  | 10 Jahre                                        | Bußgeld                               | – | nein                           | |
| Mongolei                                             | legal                                                                              | –                                               | –                                     | – | nein                           | |
| Myanmar                                              | illegal                                                                            | lebenslänglich                                  | 10 Jahre                              | – | nein                           | |
| * Nepal                                              | legal                                                                              | –                                               | –                                     | ja | ja*                            | Siehe Homosexualität in Nepal. Schutz der sexuellen Orientierung in der Verfassung von 2010 verankert, seit Dezember 2007 Homosexualität nicht mehr strafbar. Der Supreme Court ordnete am 28. Juni 2023 eine vorläufige Ehe-Öffnung an, bis der Gesetzgeber die Forderung der Kläger umsetzt. |
| Nordkorea                                            | legal                                                                              | –                                               | –                                     | – | nein                           | Öffentliche Erwähnung von H. ist gesellschaftlich tabu, wird aber rational behandelt und als natürlich (jedoch nicht dem Ideal entsprechend) betrachtet. Nordkoreaner haben kaum Bezug zu dem Begriff Homosexualität und sehen darin eher eine Veranschaulichung von westlichem Kapitalismus und einem vom Konsum gezeichneten „Dive-Lifestyle“ als eine sexuelle Orientierung. In der Koreanischen Volksarmee kommen homosexuelle Partnerschaften, im Westen als „revolutionäre Genossenschaften“ übersetzt, häufig vor und werden als natürlich betrachtet.                                                         |
| Oman                                                 | illegal                                                                            | 3 Jahre                                         | Bußgeld                               | – | nein                           | |
| Osttimor                                             | legal                                                                              | –                                               | –                                     | – | nein                           | |
| * Pakistan                                           | illegal (Männer) · legal (Frauen)                                                  | lebenslänglich                                  | 2 Jahre                               | – | nein                           | Siehe Homosexualität in Pakistan |
| Palästina                                            | legal (Frauen) · legal (Männer, Westjordanland) / · illegal (Männer, Gazastreifen) | Gazastreifen: 10 Jahre                          | ?                                     | – | nein                           | Siehe Homosexualität in den Palästinensischen Autonomiegebieten |
| * Philippinen                                        | legal                                                                              | –                                               | –                                     | In Beratung | nein                           | Siehe Homosexualität auf den Philippinen |
| * Republik China (Taiwan)                            | legal                                                                              | –                                               | –                                     | Ehe | ja                             | Siehe Homosexualität in Taiwan |
| * Saudi-Arabien                                      | illegal                                                                            | Todesstrafe                                     | Gefängnis bzw. Peitschenhiebe         | – | nein                           | Siehe Homosexualität in Saudi-Arabien |
| * Singapur                                           | legal                                                                              | –                                               | –                                     | | nein                           | Gleichgeschlechtliche Ehe von der Verfassung verboten. Siehe Homosexualität in Singapur. |
| * Sri Lanka                                          | illegal                                                                            | 10 Jahre                                        | Bußgeld                               | – | nein                           | De jure illegal, jedoch faktisch geduldet. Eine offizielle Entkriminalisierung bzw. Legalisierung von Homosexualität ist geplant (Siehe Homosexualität in Sri Lanka) |
| * Südkorea                                           | legal                                                                              | –                                               | –                                     | – | ja                             | Siehe Homosexualität in Südkorea (Artikel 31 der Nationalen Menschenrechtskommission besagt, dass „niemand aufgrund seiner sexuellen Orientierung diskriminiert werden darf“) |
| * Syrien                                             | illegal                                                                            | 3 Jahre                                         | Bußgeld                               | – | nein                           | H. gilt nach Artikel 520d des syrischen Strafgesetzes als „widernatürliche Praktiken“. Siehe Homosexualität in Syrien |
| Tadschikistan                                        | legal                                                                              | –                                               | –                                     | – | nein                           | |
| * Thailand                                           | legal                                                                              | –                                               | –                                     | Ehe | ja                             | Siehe Homosexualität in Thailand |
| * Türkei                                             | legal                                                                              | –                                               | –                                     | – | nein                           | Siehe Homosexualität in der Türkei |
| Turkmenistan                                         | illegal (Männer) · legal (Frauen)                                                  | 2 Jahre                                         | Bußgeld                               | – | nein                           | Siehe Homosexualität in Turkmenistan |
| Usbekistan                                           | illegal (Männer) · legal (Frauen)                                                  | 3 Jahre                                         | Bußgeld                               | – | nein                           | |
| * Vereinigte Arabische Emirate                       | illegal                                                                            | Freiheitsstrafe                                 | 6 Monate                              | – | nein                           | De jure illegal. Schari'a-Todesstrafen wurden im Rahmen einer Gesetzesreform 2021 abgeschafft. Das mögliche Strafmaß unterscheidet sich zwischen den Emiraten. De facto erfolgt seit mindestens 2015 keine Strafverfolgung mehr. Siehe Homosexualität in den Vereinigten Arabischen Emiraten |
| * Vietnam                                            | legal                                                                              | –                                               | –                                     | Unregistrierte gleichgeschlechtliche Partnerschaft                                                                               | nein                           | Siehe Homosexualität in Vietnam |

#### Europa
Die gleichgeschlechtliche Ehe gilt in ganz West-, Mittel- und Nordeuropa. Homosexuelle Handlungen sind in allen ganz oder teilweise in Europa gelegenen Ländern mit Ausnahme der russischen Teilrepublik Tschetschenien de jure legal. In Europa diskriminieren nur noch Russland (mit Folgen für russisch besetzte Teile der Ukraine) und die Vatikanstadt Homosexuelle durch spätere Erreichbarkeit der Sexualmündigkeit. Zu Ländern, die mit einem Stern (*) gekennzeichnet sind, gibt es einen gesonderten Artikel über Homosexualität in diesem Lande:
| Land                                                 | Homosexuelle Handlungen                            | Gleichgeschl. Partnerschaft oder Ehe                         | Antidis- kriminierungs- gesetz      | Bemerkungen |
| ---------------------------------------------------- | -------------------------------------------------- | ------------------------------------------------------------ | ----------------------------------- | --- |
| * Albanien                                           | legal                                              | – (in Beratung)                                              | ja                                  | Siehe Homosexualität in Albanien |
| * Andorra                                            | legal                                              | Ehe                                                          | ja                                  | Siehe Homosexualität in Andorra |
| * Belarus                                            | legal                                              | –                                                            | nein                                | Siehe Homosexualität in Belarus |
| * Belgien                                            | legal                                              | Ehe                                                          | ja                                  | Belgien war weltweit das zweite Land, das nach den Niederlanden 2003 die gleichgeschlechtliche Ehe legalisierte. Siehe Homosexualität in Belgien |
| * Bosnien und Herzegowina                            | legal                                              | –                                                            | ja                                  | Gleichstellungsgesetz seit 2003; siehe Homosexualität in Bosnien und Herzegowina |
| * Bulgarien                                          | legal                                              | –                                                            | ja                                  | Siehe Homosexualität in Bulgarien |
| * Dänemark                                           | legal                                              | Ehe                                                          | ja                                  | Siehe Homosexualität in Dänemark |
| * Deutschland                                        | legal                                              | Ehe                                                          | ja                                  | Siehe Homosexualität in Deutschland |
| * Estland                                            | legal                                              | Ehe                                                          | ja                                  | Siehe Homosexualität in Estland |
| * Färöer (autonomes Gebiet des Königreichs Dänemark) | legal                                              | Ehe                                                          | ja                                  | Siehe Homosexualität auf den Färöern |
| * Finnland                                           | legal                                              | Ehe                                                          | ja                                  | Siehe Homosexualität in Finnland |
| * Frankreich                                         | legal                                              | Ehe (seit 2013)                                              | ja                                  | Siehe Homosexualität in Frankreich |
| * Gibraltar (britisches Überseegebiet)               | legal                                              | Ehe                                                          |                                     | Siehe Homosexualität im Vereinigten Königreich |
| * Griechenland                                       | legal                                              | Ehe                                                          | ja                                  | Siehe Homosexualität in Griechenland |
| * Guernsey (Kronbesitzung der britischen Krone)      | legal                                              | Ehe                                                          | –                                   | Siehe Homosexualität im Vereinigten Königreich |
| * Irland                                             | legal                                              | Ehe                                                          | ja                                  | Siehe Homosexualität in Irland; Am 22. Mai 2015 wurde per Volksabstimmung eine Verfassungsänderung und damit die Öffnung der Ehe für Lesben und Schwule beschlossen. |
| * Island                                             | legal                                              | Ehe                                                          | ja                                  | Siehe Homosexualität in Island |
| * Isle of Man (Kronbesitzung der britischen Krone)   | legal                                              | Ehe                                                          | ja                                  | Siehe Homosexualität im Vereinigten Königreich |
| * Italien                                            | legal                                              | Eingetragene Partnerschaft                                   | ja                                  | Siehe Homosexualität in Italien. Ein Gesetz zur landesweiten Einführung von eingetragenen Partnerschaften trat am 5. Juni 2016 in Kraft. |
| * Jersey (Kronbesitzung der britischen Krone)        | legal                                              | Ehe                                                          |                                     | Siehe Homosexualität im Vereinigten Königreich |
| * Kosovo                                             | legal                                              | –                                                            | ja                                  | Siehe Homosexualität im Kosovo |
| * Kroatien                                           | legal                                              | Eingetragene Partnerschaft                                   | ja                                  | Siehe Homosexualität in Kroatien |
| * Lettland                                           | legal                                              | Eingetragene Partnerschaft                                   | ja                                  | Gleichgeschlechtliche Ehe in der Verfassung verboten. Siehe Homosexualität in Lettland |
| * Liechtenstein                                      | legal                                              | Ehe                                                          | In Erwägung                         | Siehe Homosexualität in Liechtenstein |
| * Litauen                                            | legal                                              | Eingetragene Partnerschaft                                   | ja*                                 | *Wird durch Gesetz gegen „Förderung der Homosexualität“ unterlaufen. Siehe Homosexualität in Litauen |
| * Luxemburg                                          | legal                                              | Ehe                                                          | ja                                  | Siehe Homosexualität in Luxemburg |
| * Malta                                              | legal                                              | Ehe                                                          | ja                                  | Siehe Homosexualität in Malta |
| * Moldau                                             | legal                                              | –                                                            | ja                                  | Siehe Homosexualität in der Republik Moldau |
| * Monaco                                             | legal                                              | Eingetragene Partnerschaft                                   | nein                                | Siehe Homosexualität in Monaco |
| * Montenegro                                         | legal                                              | Eingetragene Partnerschaft                                   | ja                                  | Siehe Homosexualität in Montenegro |
| * Niederlande                                        | legal                                              | Ehe                                                          | ja                                  | Die Niederlande waren weltweit das erste Land, das die gleichgeschlechtliche Ehe 2001 erlaubte. Siehe Homosexualität in den Niederlanden |
| * Nordmazedonien                                     | legal                                              | –                                                            | ja                                  | Siehe Homosexualität in Nordmazedonien |
| * Norwegen                                           | legal                                              | Ehe                                                          | ja                                  | Siehe Homosexualität in Norwegen |
| * Österreich                                         | legal                                              | Ehe                                                          | ja (nur die Arbeitswelt betreffend) | Siehe Homosexualität in Österreich |
| * Polen                                              | legal                                              | –                                                            | ja                                  | Siehe Homosexualität in Polen |
| * Portugal                                           | legal                                              | Ehe                                                          | ja                                  | Portugal erlaubte als achtes Land weltweit 2010 die gleichgeschlechtliche Ehe. Siehe Homosexualität in Portugal |
| * Rumänien                                           | legal                                              | –                                                            | ja                                  | Siehe Homosexualität in Rumänien |
| * Russland                                           | legal außer in der autonomen Region Tschetschenien | –                                                            | nein                                | „Homo-Propaganda“ steht seit 2013 unter Strafe. Einstufung der LGBT-Bewegung als extremistisch 2023. Siehe Homosexualität in Russland und zur Ausnahme Homosexualität in Tschetschenien. In den ukrainisch besetzten Teilen Südwestrusslands ist russisches Gesetz nicht mehr durchsetzbar.                |
| * San Marino                                         | legal                                              | Eingetragene Partnerschaft                                   | nein                                | Siehe Homosexualität in San Marino |
| * Schweden                                           | legal                                              | Ehe                                                          | ja                                  | Siehe Homosexualität in Schweden |
| * Schweiz                                            | legal                                              | Ehe                                                          | ja*                                 | In Art. 8 der Bundesverfassung Siehe auch Homosexualität in der Schweiz |
| * Serbien                                            | legal                                              | – (in Beratung)                                              | ja                                  | Siehe Homosexualität in Serbien |
| * Slowakei                                           | legal                                              | –                                                            | ja                                  | Siehe Homosexualität in der Slowakei |
| * Slowenien                                          | legal                                              | Ehe                                                          | ja                                  | Siehe Homosexualität in Slowenien |
| * Spanien                                            | legal                                              | Ehe                                                          | ja                                  | Spanien erlaubte als drittes Land weltweit 2005 aufgrund diverser Gesetzesinitiativen die gleichgeschlechtliche Ehe. Siehe Homosexualität in Spanien |
| * Tschechien                                         | legal                                              | Eingetragene Partnerschaft                                   | ja                                  | Eingetragene Partnerschaft gegen Veto des Präsidenten mit absoluter Mehrheit beschlossen. Das Gesetz ist am 1. Juli 2006 in Kraft getreten. Siehe Homosexualität in Tschechien |
| * Ukraine                                            | legal                                              | –                                                            | ja                                  | Siehe Homosexualität in der Ukraine. In den von Russland besetzten Landesteilen (Teile des Donbass sowie der Südostukraine einschließlich Krim) ist das völkerrechtlich gültige ukrainische Recht nicht durchsetzbar, dort werden de facto russische Gesetze angewendet, siehe Homosexualität in Russland. |
| * Ungarn                                             | legal                                              | Eingetragene Partnerschaft; (Einführung der Ehe in Beratung) | ja                                  | Meinungs- und Informationsfreiheit seit 2021 eingeschränkt; siehe Homosexualität in Ungarn |
| * Vatikanstadt                                       | legal                                              | –                                                            | nein                                | H. ist gesetzlich legal, aber gegen die Lehre der Staatskirche. Siehe Homosexualität in der Vatikanstadt |
| * Vereinigtes Königreich                             | legal                                              | Ehe                                                          | ja                                  | Siehe Homosexualität im Vereinigten Königreich |
| * Zypern                                             | legal                                              | Eingetragene Partnerschaft                                   | ja                                  | Siehe Homosexualität in Zypern. Im von der Türkei besetzten und nur von dieser anerkannten Nordzypern ist (süd-)zyprisches Recht seit 1974 faktisch nicht durchsetzbar. |

#### Nord- und Mittelamerika
Homosexuelle Handlungen sind auf dem gesamten nord- und mittelamerikanischen Festland legal. Zu Ländern, die mit einem Stern (*) gekennzeichnet sind, gibt es einen gesonderten Artikel über Homosexualität in diesem Lande:
| Land                                                            | Homosexuelle Handlungen           | Höchststrafe | Mindeststrafe | Gleichgeschl. Partnerschaft oder Ehe | Antidis- kriminierungs- gesetz | Bemerkungen |
| --------------------------------------------------------------- | --------------------------------- | ------------ | ------------- | ------------------------------------ | ------------------------------ | --- |
| Amerikanische Jungferninseln                                    | legal                             | –            | –             | Ehe                                  | –                              | amerikanisches Hoheitsgebiet unter der Souveränität der Vereinigten Staaten |
| * Antigua und Barbuda                                           | legal                             | –            | –             | –                                    | –                              | Siehe Homosexualität auf Antigua und Barbuda |
| Aruba (autonomes Gebiet des Königreichs der Niederlande)        | legal                             | –            | –             | Ehe                                  | ja                             | |
| * Bahamas                                                       | legal                             | –            | –             | –                                    | nein                           | Siehe Homosexualität auf den Bahamas |
| * Barbados                                                      | legal                             | -            | –             | –                                    | nein                           | Siehe Homosexualität auf Barbados |
| * Belize                                                        | legal                             | –            | –             | –                                    | ja                             | Siehe Homosexualität in Belize |
| Bermuda (britisches Überseegebiet)                              | legal                             | –            | –             | –                                    | In Erwägung                    | |
| Britische Jungferninseln (britisches Überseegebiet)             | legal                             | –            | –             | –                                    | –                              | |
| * Costa Rica                                                    | legal                             | –            | –             | Ehe                                  | nein                           | Siehe Homosexualität in Costa Rica |
| Curaçao (autonomes Gebiet des Königreichs der Niederlande)      | legal                             | –            | –             | Ehe                                  | ja                             | |
| * Dominica                                                      | legal                             | –            | –             | –                                    | nein                           | Siehe Homosexualität auf Dominica |
| * Dominikanische Republik                                       | legal                             | –            | –             | –                                    | nein                           | Siehe Homosexualität in der Dominikanischen Republik |
| * El Salvador                                                   | legal                             | –            | –             | –                                    | nein                           | Siehe Homosexualität in El Salvador |
| * Grenada                                                       | illegal (Männer) · legal (Frauen) | 10 Jahre     | –             | –                                    | nein                           | Siehe Homosexualität in Grenada |
| Guadeloupe (französisches Überseegebiet)                        | legal                             | –            | –             | Ehe                                  | ja                             | |
| * Guatemala                                                     | legal                             | –            | –             | –                                    | ja                             | Siehe Homosexualität in Guatemala |
| * Haiti                                                         | legal                             | –            | –             | –                                    | nein                           | Siehe Homosexualität in Haiti |
| * Honduras                                                      | legal                             | –            | –             | –                                    | nein                           | Siehe Homosexualität in Honduras; Verbot von gleichgeschlechtlicher Ehe und Adoption seit 2005 in Verfassung. |
| * Jamaika                                                       | illegal (Männer) · legal (Frauen) | 10 Jahre     | 2 Jahre       | –                                    | nein                           | §76 des Offenses against the Person Act (aus britischer Kolonialzeit) ahndet männlichen h. Verkehr als das abscheuliche Verbrechen der Sodomie mit bis zu 10 Jahren Freiheitsstrafe, verbunden mit schwerer Zwangsarbeit. Siehe Homosexualität in Jamaika |
| Cayman Islands (britisches Überseegebiet)                       | legal                             | –            | –             | –                                    | ja                             | |
| * Kanada                                                        | legal                             | –            | –             | Ehe                                  | ja                             | Siehe Homosexualität in Kanada |
| * Kuba                                                          | legal                             | –            | –             | Ehe                                  | ja                             | gleichgeschlechtliche Ehe eingeführt durch Volksabstimmung 2022; siehe Homosexualität in Kuba |
| Martinique (französisches Überseegebiet)                        | legal                             | –            | –             | Ehe                                  | ja                             | |
| * Mexiko                                                        | legal                             | –            | –             | ja                                   | ja                             | Siehe Homosexualität in Mexiko |
| * Nicaragua                                                     | legal                             | –            | –             | –                                    | nein                           | Siehe Homosexualität in Nicaragua; im Zuge einer Strafrechtsreform durch die sandinistische Regierung wurde die Strafbarkeit homosexueller Handlungen mit Wirkung zum März 2008 abgeschafft.                                                              |
| * Panama                                                        | legal                             | –            | –             | –                                    | nein                           | Siehe Homosexualität in Panama |
| Sint Maarten (autonomes Gebiet des Königreichs der Niederlande) | legal                             | –            | –             | –                                    | ja                             | Anerkennung von in den Niederlanden geschlossenen Ehen |
| * St. Kitts und Nevis                                           | legal                             | –            | –             | –                                    | nein                           | Siehe Homosexualität auf St. Kitts und Nevis |
| * St. Lucia                                                     | legal                             |              |               | –                                    | nein                           | Siehe Homosexualität auf St. Lucia |
| * St. Vincent und die Grenadinen                                | illegal                           | 10 Jahre     | ?             | –                                    | nein                           | Siehe Homosexualität auf St. Vincent und den Grenadinen |
| * Trinidad und Tobago                                           | illegal                           | 5 Jahre      | ?             | –                                    | nein                           | Siehe Homosexualität in Trinidad und Tobago |
| Turks- und Caicosinseln (britisches Überseegebiet)              | legal                             | –            | –             | –                                    | nein                           | |
| * Vereinigte Staaten                                            | legal                             | –            | –             | Ehe                                  | unterschiedlich1               | 1 Antidiskriminierungsgesetze nur teilweise auf kommunaler bzw. bundesstaatlicher Ebene. (Siehe auch Homosexualität in den Vereinigten Staaten) |

#### Ozeanien
Zu Ländern, die mit einem Stern (*) gekennzeichnet sind, gibt es einen gesonderten Artikel über Homosexualität in diesem Lande:
| Land                                                     | Homosexuelle Handlungen           | Höchststrafe | Mindeststrafe | Gleichgeschl. Partnerschaft oder Ehe | Antidis- kriminierungs- gesetz | Bemerkungen |
| -------------------------------------------------------- | --------------------------------- | ------------ | ------------- | ------------------------------------ | ------------------------------ | --- |
| Amerikanisch-Samoa (Außengebiet der Vereinigten Staaten) | legal                             | –            | –             | –                                    | nein                           | [ 93 ] |
| * Australien                                             | legal                             | –            | –             | Eingetragene Partnerschaft; Ehe      | ja                             | Siehe Homosexualität in Australien |
| Cookinseln                                               | legal                             | –            | –             | –                                    | nein                           | 2023 legalisiert |
| Fidschi                                                  | legal                             | –            | –             | –                                    | ja                             | Nach einer Gerichtsentscheidung wurde das Strafgesetz überarbeitet. |
| Französisch-Polynesien (französisches Überseegebiet)     | legal                             | –            | –             | Ehe                                  | nein                           | |
| Guam (Außengebiet der Vereinigten Staaten)               | legal                             | –            | –             | Ehe                                  | nein                           | |
| Kiribati                                                 | illegal (Männer) · legal (Frauen) | 14 Jahre     | Bußgeld       | –                                    | nein                           | |
| Marshallinseln                                           | legal                             | –            | –             | –                                    | nein                           | Entkriminalisierung bei Strafrechtsreform 2004 |
| Föderierte Staaten von Mikronesien                       | legal                             | –            | –             | –                                    | nein                           | |
| Nauru                                                    | legal                             | –            | –             | –                                    | nein                           | 2016 legalisiert |
| Neukaledonien (französisches Überseegebiet)              | legal                             | –            | –             | Ehe                                  | nein                           | |
| * Neuseeland                                             | legal                             | –            | –             | Ehe                                  | ja                             | Siehe Homosexualität in Neuseeland |
| Niue                                                     | legal                             | –            | –             | –                                    | nein                           | |
| Palau                                                    | legal                             | –            | –             | –                                    | nein                           | Die Legalisierung erfolgte 2014. |
| Papua-Neuguinea                                          | illegal (Männer) · legal (Frauen) | 14 Jahre     | Bußgeld       | –                                    | nein                           | |
| Salomonen                                                | illegal                           | 14 Jahre     | Bußgeld       | –                                    | nein                           | Homosexualität ist de jure illegal, wird jedoch nicht mehr verfolgt. Die Legalisierung wird seit 2009 im Parlament diskutiert.                                                                         |
| Samoa                                                    | illegal                           | 7 Jahre      | Bußgeld       | –                                    | nein                           | Homosexuelle Handlungen werden trotz Verbot strafrechtlich nicht verfolgt. Ein 2011 gestellter Antrag, welcher die offizielle Legalisierung homosexueller Handlungen forderte, wurde jedoch verworfen. |
| Tokelau (abhängiges Gebiet Neuseelands)                  | legal                             | –            | –             | –                                    | nein                           | |
| Tonga                                                    | illegal (Männer) · legal (Frauen) | 10 Jahre     | Bußgeld       | –                                    | nein                           | |
| Tuvalu                                                   | illegal (Männer) · legal (Frauen) | 14 Jahre     | Bußgeld       | –                                    | nein                           | |
| Vanuatu                                                  | legal                             | –            | –             | –                                    | nein                           | |
| Wallis und Futuna (französisches Überseegebiet)          | legal                             | –            | –             | Ehe                                  | ?                              | |

#### Südamerika
Homosexuelle Handlungen sind in ganz Südamerika außer Guyana legal. Zu Ländern, die mit einem Stern (*) gekennzeichnet sind, gibt es einen gesonderten Artikel über Homosexualität in diesem Lande:
| Land                                              | Homosexuelle Handlungen           | Höchststrafe   | Mindest- strafe | Gleichgeschl. Partnerschaft oder Ehe           | Antidis- kriminierungs- gesetz  | Bemerkungen |
| ------------------------------------------------- | --------------------------------- | -------------- | --------------- | ---------------------------------------------- | ------------------------------- | --- |
| * Argentinien                                     | legal                             | –              | –               | Ehe                                            | In einigen Städten              | Siehe Homosexualität in Argentinien |
| * Bolivien                                        | legal                             | –              | –               | Eingetragene Partnerschaft                     | ja                              | Siehe Homosexualität in Bolivien |
| * Brasilien                                       | legal                             | –              | –               | Ehe                                            | In einigen Städten und Regionen | Nur einige Regionen schützen vor Diskriminierung. Andere haben keinerlei Gesetze dazu. Siehe Homosexualität in Brasilien |
| * Chile                                           | legal                             | –              | –               | Eingetragene Partnerschaft; Ehe (ab März 2022) | ja                              | Eingetragene Partnerschaft parlamentarisch Januar 2015 verabschiedet. Siehe Homosexualität in Chile |
| * Ecuador                                         | legal                             | –              | –               | Ehe                                            | ja                              | Siehe Homosexualität in Ecuador |
| Falklandinseln (britisches Überseegebiet)         | legal                             | –              | –               | Ehe                                            | nein                            | |
| Französisch-Guayana (französisches Überseegebiet) | legal                             | –              | –               | Ehe                                            | ja                              | |
| * Guyana                                          | illegal (Männer) · legal (Frauen) | lebenslänglich | –               | –                                              | In Erwägung                     | Legalisierung von Homosexuellen Handlungen wird derzeit diskutiert. Siehe Homosexualität in Guyana |
| * Kolumbien                                       | legal                             | –              | –               | Ehe                                            | ja                              | Im Juli 2011 entschied das Verfassungsgericht, dass gleichgeschlechtliche Paare das Recht auf eine gleichgeschlechtliche Ehe haben. Das Parlament wurde durch das Urteil verpflichtet, bis 20. Juni 2013 ein Gesetz zur Eheöffnung zu verabschieden. Im April 2016 entschied das Verfassungsgericht mit sofortiger Wirkung die Ehe landesweit zu öffnen. Siehe Homosexualität in Kolumbien |
| * Paraguay                                        | legal                             | –              | –               | –                                              | nein                            | Siehe Homosexualität in Paraguay |
| * Peru                                            | legal                             | –              | –               | – (in Beratung)                                | ja                              | Siehe Homosexualität in Peru |
| * Suriname                                        | legal                             | –              | –               | –                                              | nein                            | Siehe Homosexualität in Suriname |
| * Uruguay                                         | legal                             | –              | –               | Ehe                                            | ja                              | Die Eheöffnung wurde im April 2013 verabschiedet. Siehe Homosexualität in Uruguay |
| * Venezuela                                       | legal                             | –              | –               | – (in Beratung)                                | In Beratung                     | Siehe Homosexualität in Venezuela |

### Deutsch
- ILGA-Europa: Gleichstellung von Lesben und Schwulen, Brüssel, 1998 (PDF; 537 kB)
- Rechtsvergleich Europa (mit Detailbestimmungen)
- GayLaw – Schwule und Lesben in Recht und Gesetz weltweit
- Gesetze zur Homosexualität weltweit

### Englisch
- Übersicht über rechtliche und gesellschaftliche Situation mit Index (bezieht sich auf LGBT-Rechte im Allgemeinen)
- Umfangreiche Darstellung der rechtlichen Situation weltweit
- Menschenrechte für Homosexuelle weltweit IGLHRC
- Legal Survey On The Countries In The World Having Legal Prohibitions On Sexual Activities Between Consenting Adults In Private (pdf) (2006; 81 kB), (2009; PDF; 717 kB)
- Sodomy Laws Around the World (Memento vom 5. Juli 2008 im Internet Archive)
- Alter der Sexualmündigkeit (auch homosexuell) weltweit